# Henri Laurent-Desrousseaux
Pour les articles homonymes, voir Laurent et Desrousseaux.
Henri Laurent-Desrousseaux, né à Joinville-le-Pont le 15 juillet 1862 et mort à Valmondois le 11 août 1906, est un peintre, céramiste et illustrateur français.

## Biographie

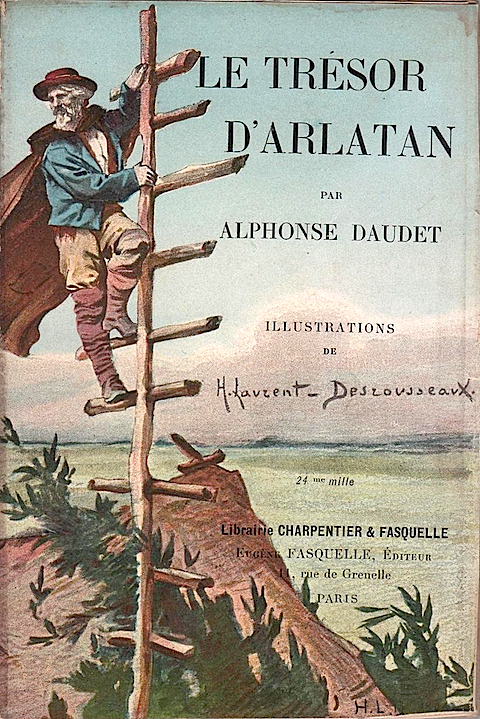
Illustration (1897) pour Le Trésor d'Arlatan d'Alphonse Daudet.

Henri Alphonse Louis Laurent naît à Joinville-le-Pont, alors dans le département de la Seine (aujourd’hui Val-de-Marne). Il est le fils de deux artistes-peintres : Henri Adolphe Louis Laurent (né à Valenciennes en 1830) et Lydie Adèle Laurent-Desrousseaux (née à Cherbourg en 1836).
Il entre en 1881 à l'École nationale supérieure des beaux-arts où il a comme professeur Émile Bin et Albert Maignan. Henri Laurent-Desrousseaux peint notamment des scènes religieuses et des paysages. Plusieurs de ses œuvres sont primées lors des Salons de Paris et aux expositions universelles de 1889 et 1900 à Paris. Selon le critique d'art Firmin Javel, Laurent-Desrousseaux est « un poète » et « un jeune artiste qui obtiendra également le plus vif succès » citant certaines de ses aquarelles (le Chemin de la ferme, la Plage, Dans les foins, la Combe d'Amorey), il considère qu'il s'agit « d’autant de pages exquises, autant d'impressions justes. Et quelle originalité dans le choix des modèles ! » . Pour un chroniqueur du quotidien Le Gaulois « Laurent-Desrousseaux est un jeune maître absolument; il possède un acquis singulier, il y a quelque chose de définitif, d'arrêté dans son œuvre. La Pharmacie de village avec, sous la lueur de la lampe, ses religieuses en cornette préparant les médicaments, est d'une impression reposante. Le pastel le Fond du jardin transporte dans un coin du Paradou de Zola. Les tons de ses chairs, de ses fleurs sont d'une délicatesse et d'une transparence inouïes ».
Henri Laurent-Desrousseaux rencontre Camille Moreau-Nélaton (1840-1897), peintre et céramiste ; elle est la mère du peintre et historien d'art Étienne Moreau-Nélaton. Il décide de s’adonner principalement à cette dernière discipline. Pour ses céramiques, il utilisera le pseudonyme de Henri-Léon Charles Robalbhen et créera des pièces qui seront très appréciées par le public.
En tant qu’illustrateur, Henri Laurent-Desrousseaux collabore à divers journaux, comme Le Figaro illustré, La Mode pratique. Il réalise des aquarelles pour des romans, comme celui d'Alphonse Daudet , le Trésor d'Arlatan ou Reine des bois, écrit par André Theuriet.
À la fin du dix-neuvième siècle, il partage un atelier avec ses parents rue Hippolyte-Lebas, dans le 9e. Henri Laurent-Desrousseaux s’installe ensuite à Valmondois, alors en Seine-et-Oise, aujourd’hui dans le Val-d'Oise, dans une maison paysanne où il fait construire un four de potier. Il y décède le 11 août 1906, à l’âge de 44 ans. Un beau bas-relief orne sa tombe dans le cimetière municipal de cette ville.